# Modulus floridanus
Modulus floridanus är en snäckart som beskrevs av Conrad 1869. Modulus floridanus ingår i släktet Modulus och familjen Modulidae. Inga underarter finns listade i Catalogue of Life.